# Paradise (hrabstwo Mono)
Paradise – jednostka osadnicza w Stanach Zjednoczonych, w stanie Kalifornia, w hrabstwie Mono.